# Lustjärnen (Degerfors socken, Västerbotten)
Lustjärnen är en sjö i Vindelns kommun i Västerbotten och ingår i Umeälvens huvudavrinningsområde.